# آزادراه ام۶۰

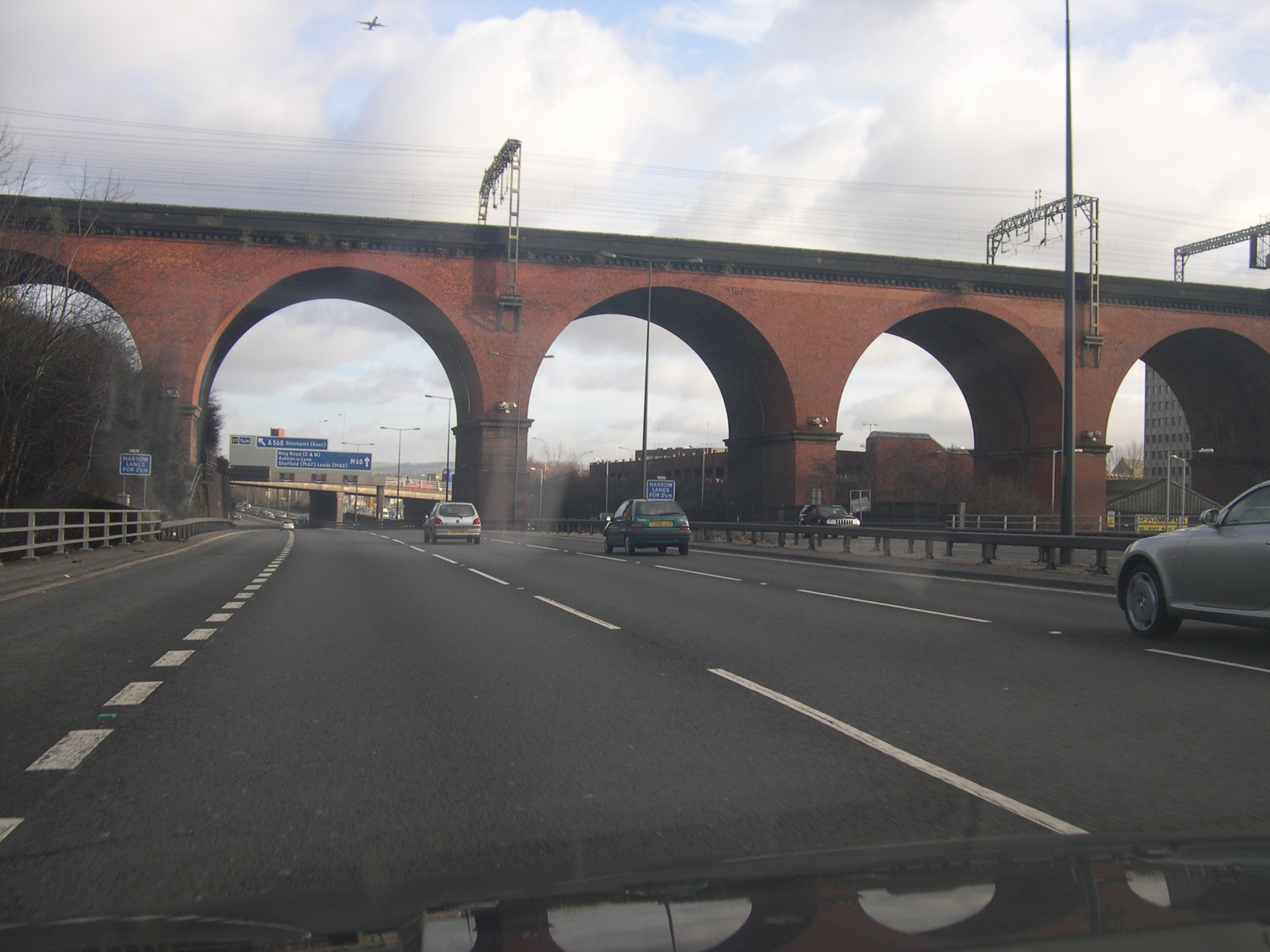
آزادراه‌ام۶۰

آزادراه‌ام۶۰ (به انگلیسی: M60 motorway) یک آزادراه در کشور انگلستان است.
این آزادراه که از شهر منچستر شروع میشود، ۵۶ کیلومتر (۳۵ مایل) مسافت دارد و از شهرهای مهمی مانند منچستر، ترافورد، سالفورد، بوری، روچدیل، الدهام و تیمساید عبور میکند.